# Дьяконов, Валентин Михайлович

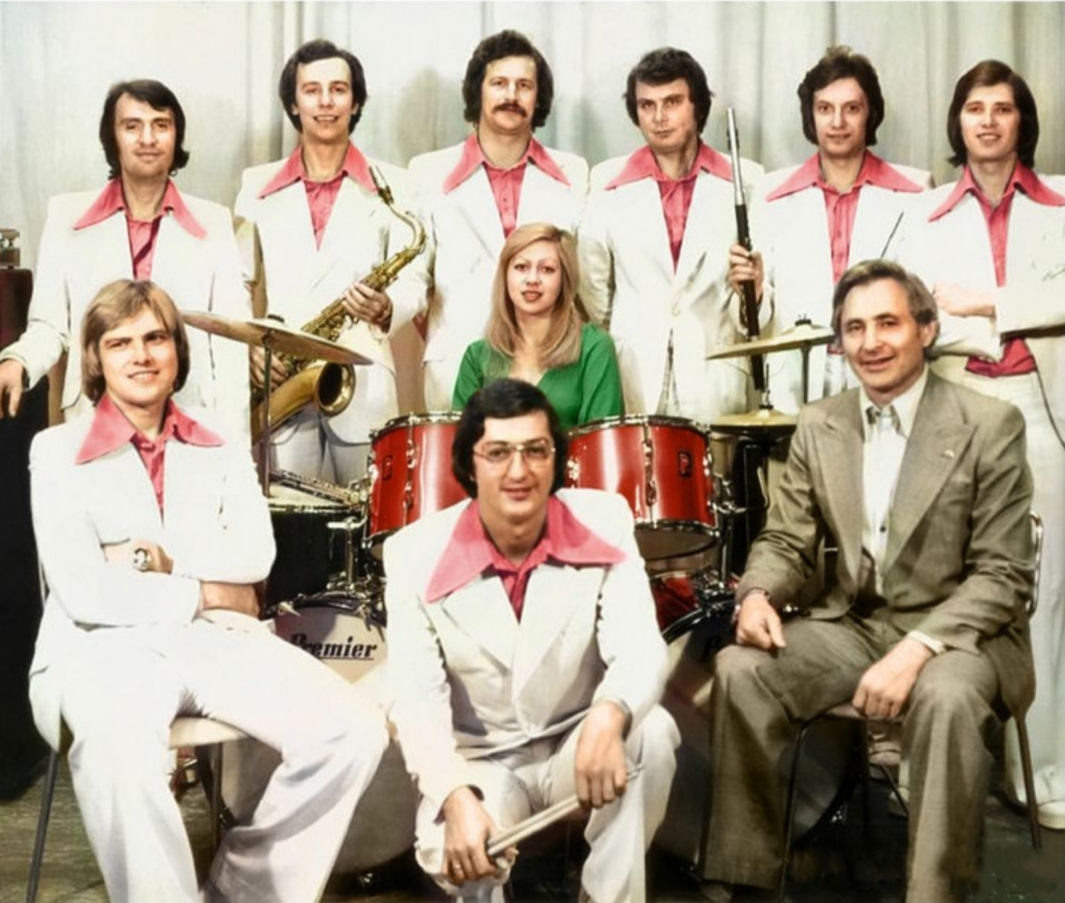
Валентин Дьяконов составе ВИА «Пламя». Художественный руководитель Николай Михайлов. 1977 год.

Валентин Михайлович Дьяконов (род. 10 июля 1951, Москва) — советский и российский музыкант, певец и композитор. Солист первых составов ВИА «Самоцветы» и ВИА «Пламя». Наиболее известен исполнением песни «У деревни Крюково».

## Биография
Родился 10 июля 1951 года в Москве.

Сочинять музыку и песни Валентин начал еще в средней школе под влиянием группы «The Beatles», а особенно, Джона Леннона. Тогда же им был создан школьный ансамбль. Ребята выступали в различных школах, подрабатывали в институтах и даже выигрывали конкурсы. В репертуар входили как песни The Beatles, так и собственные. Песни «Ивушка» и «Флюгер» написаны в это время. Одновременно сочинял и стихи к некоторым своим песням. 
Учился в музыкальной школе.

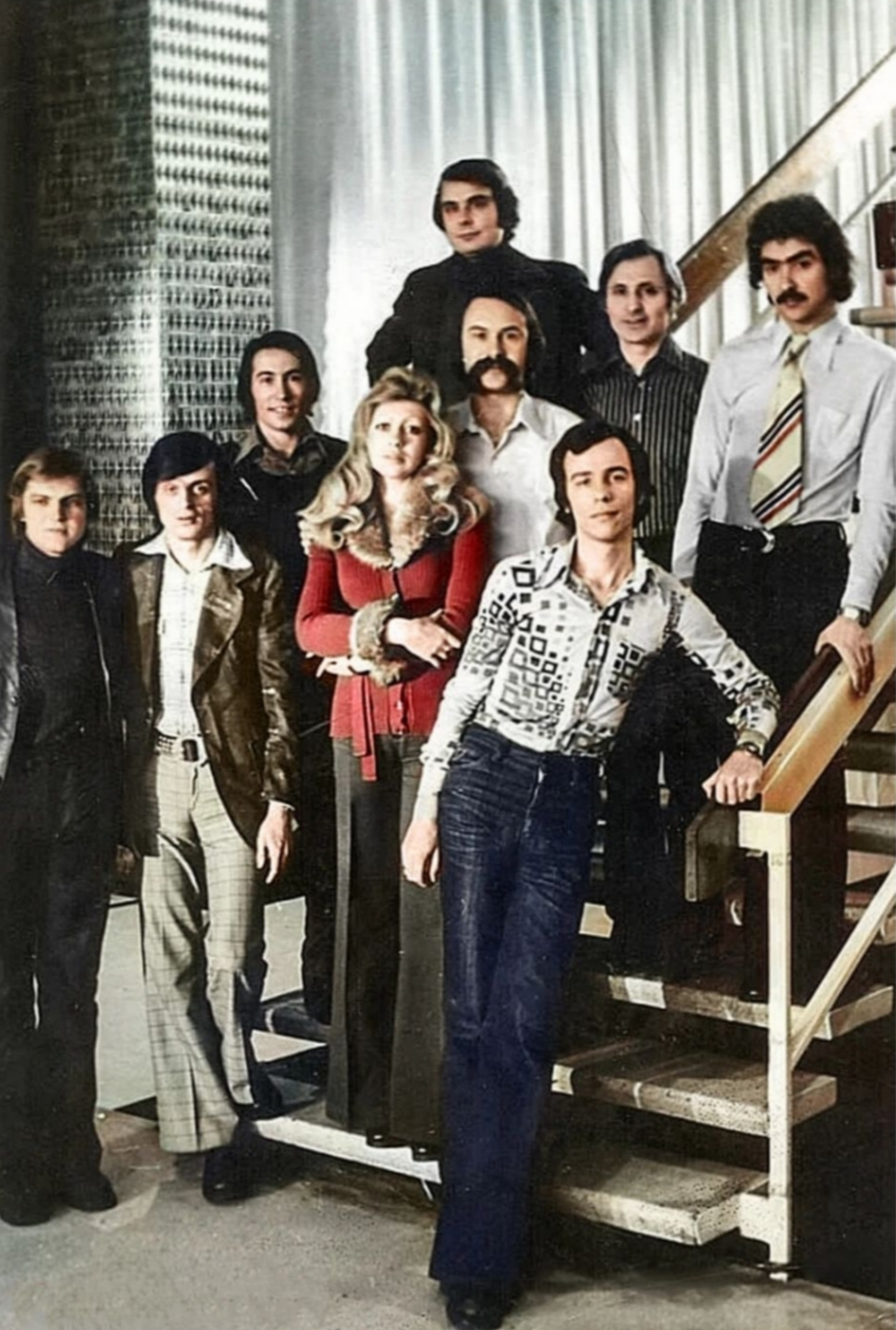
Валентин Дьяконов в составе ВИА «Пламя». 1976 год.

После окончания 10 класса, Валентин хотел получить музыкальное образование, но после смерти отца поступил в Техникум связи. Он стал основным кормильцем для матери и сестры Ольги, которая ещё училась в институте. Был распределён по специальности в НИИ, но свободное время отдавал музыке: выступал с репертуаром The Beatles и Bee Gees в кафе «Хрустальное», где его заметили и пригласили на прослушивание в ВИА «Самоцветы».
С 1971 по 1975 год Валентин — вокалист и гитарист ВИА «Самоцветы», с 1975 по 1978 год и в 1985 году — солист ВИА «Пламя».
В 1975 году Валентин поступил в музыкальное училище имени Гнесиных на эстрадное отделение и учился там до 1980 года, совмещая учебу и гастроли. В Гнесинке, в кругу единомышленников, крепнет решение начать сольную карьеру и исполнять собственные песни.
В 1978 году он уходит из ВИА «Пламя», чтобы заняться сольной карьерой и в сопровождении группы в составе бас-гитариста Владимира Куклина, клавишника Николая Кузьминых и барабанщика Владимира Слабчука, участвует в сборных программах с такими артистами, как Тынис Мяги, Анне Вески, Гуннар Грапс и «Магнетик бэнд», Яак Йоала, Иво Линна и «Апельсин».
В 1979 году с песней «Красный конь» принял участие в финале фестиваля «Песня-79».
В начале 1980-х годов Дьяконов собственноручно собрал уникальную по тем временам студию, включая 16-ти канальный магнитофон на 2-х дюймовую ленту. В эту студию приходили записываться известные исполнители. В ней он записывает несколько дисков Вячеславу Малежику и песни Александру Серову.
В 1984 году вернулся в ВИА «Пламя», в котором проработал до 1985 года.
Позже Валентин начинает сотрудничать в качестве звукорежиссера с Юрием Антоновым и записывает диск «Лунная дорожка».
В составе группы «Саквояж» выступал с Вячеславом Малежиком.
В начале 1990-х пробует себя в качестве ведущего программы «Шире круг» с Надеждой Кусакиной и Ольгой Зарубиной.
В свободное от выступлений время исполнитель занимался сборкой музыкальных инструментов. Свою первую гитару он собрал самостоятельно, а потом занялся конструированием других инструментов. Создавал гитару-синтезатор, выступал в роли чертежника и механика.
С 1995 по 2000 год работал в возрождённых «Самоцветах».
Валентин несколько раз принимал участие в финале фестиваля «Песня года» в составе ВИА:
1) В составе ВИА «Самоцветы»:
- Песня-73 — «Увезу тебя я в тундру», «Мой адрес — Советский Союз»;
- Песня-74 — «Не повторяется такое никогда», «Там, за облаками»;
- Песня-99 — «Увезу тебя я в тундру».

2) В составе ВИА «Пламя»:
Песня-75 — «У деревни Крюково», «Вся жизнь впереди».
В 2003 году в одном из своих интервью певец и композитор Вячеслав Малежик упомянул о Валентине Дьяконове, сообщив, что «Валентин Дьяконов получил серьёзную травму в позапрошлом году, и с тех пор на сцену не выходит». Он перестал заниматься звукорежиссурой и аранжировками.
К 2006 году музыкант восстановился и обновил свою дискографию. Он участвовал в создании двух сборников, записав песни «Всё было бы не так» для диска «Белые крылья» и «День, в котором жил я» для альбома «Фотографии любимых». В этих песнях он выступал и в качестве композитора. Выход дисков в 2007 году был посвящен Владимиру Харитонову. Вместе с Валентином Дьяконовым в записи участвовали все музыканты, работавшие с этим автором стихов.
В 2006 принял участие в юбилейном концерте посвящённому 35 летию ВИА «Самоцветы». Концерт прошёл в Государственном Кремлёвском дворце и был показан по телеканалу «Россия». 
В настоящее время, покинув мир музыки, ведёт закрытый образ жизни и всячески избегает публичности.

## Семья
Сестры и брат — Светлана, Николай, Ольга.
Жена — Наталья Борисовна Дьяконова (род. в 1959 году). Детей в браке нет.

## Творчество

### Избранные сочинения
- Воспоминание (стихи Владимира Харитонова)
- Всё было бы не так (стихи Владимира Харитонова)
- Забудь меня (стихи Михаила Пляцковского)
- Ивушка (стихи Валерия Лозового)
- Осень (стихи Валентина Дьяконова)
- Погрусти (стихи Михаила Танича)
- Подожди (стихи Михаила Пляцковского)
- Снегопад (стихи Владимира Харитонова)
- Ты со мной (стихи Владимира Харитонова)
- Флюгер (стихи Валентина Дьяконова)
- Через переправу (стихи Валентина Дьяконова)
- Я буду ждать (стихи Владимира Харитонова)

### Известные песни, первый исполнитель которых Валентин Дьяконов
- «Увезу тебя я в тундру» (М. Фрадкин — М. Пляцковский)
- «Школьный бал» (С. Дьячков — П. Леонидов)
- «У деревни Крюково» (М. Фрадкин — С. Островой)
- «Красный конь» (М. Фрадкин — М. Пляцковский)

### Сборники песен[4]
«Я + ТЫ»
Песни на стихи Михаила Пляцковского
1. Завтра после уроков
(в составе ВИА «Красные маки»)
Песни на стихи Владимира Харитонова
(компиляционный сборник)
1. Я буду ждать
2. Вот и зима
3. Все было бы не так
4. День, в котором я жил
5. Воспоминание
6. Ты со мной
«Сто лет назад». Песни на стихи Владимира Харитонова
1. Все было бы не так
2. Я буду ждать
Песни М. Фрадкина
Клуб и художественная самодеятельность № 20-1978
1. Валентин Дьяконов — Красный конь (Студийная запись)
Мы друг друга нашли. Песни на стихи Владимира Харитонова
1. «День, в котором жил я»
2. «Вот и зима»
«Все было бы не так». Песни на стихи Владимира Харитонова. 2007.
Автор музыки и исполнитель Валентин Дьяконов
1. «Белые крылья»
«Фотографии любимых». Песни на стихи Владимира Харитонова. 2007.
Автор музыки и исполнитель Валентин Дьяконов
1. «День, в котором жил я»

### Звукорежиcсёр
- Альбом Юрия Антонова «Лунная дорожка» (1990)
- Альбом Вячеслава Малежика и Ирины Шачневой «Друля в маринаде» (1990)
- Альбом Вячеслава Малежика «Стоп-кадр» (1991)
- Альбом Вячеслава Малежика «Туман в декабре» (1993)
- Альбом Вячеслава Малежика «Ночь, ты и я» (1995)